# Frontières de la Bolivie

Evolution territoriale de la Bolivie lors du XIX et du XX.

Les frontières de la Bolivie sont les frontières internationales que partage la Bolivie avec les États qui voisinent le territoire sur lequel elle exerce sa souveraineté en Amérique du Sud. Au nombre de cinq, elles s'étendent sur un total de 6 653 kilomètres, avec l'Argentine, le Brésil, le Chili, le Paraguay et le Pérou.
La Bolivie étant un pays enclavé, elle ne dispose d'aucune frontière maritime.
| Pays voisin | Longueur | Départements de la Bolivie concernés |
| ----------- | -------- | ------------------------------------ |
| Argentine   | 742 km   | Potosí, Tarija                       |
| Brésil      | 3 400 km | Beni, Pando, Santa Cruz              |
| Chili       | 861 km   | La Paz, Oruro, Potosí                |
| Paraguay    | 750 km   | Chuquisaca, Santa Cruz, Tarija       |
| Pérou       | 900 km   | Pando, La Paz                        |
| Total       | 6 653 km |                                      |

### Articles liés
- Liste des frontières internationales
- Évolution territoriale de la Bolivie